# 32053 Demetrimaxim
32053 Demetrimaxim este un asteroid din centura principală de asteroizi.

## Descriere
32053 Demetrimaxim este un asteroid din centura principală de asteroizi. A fost descoperit pe 7 mai 2000 la Socorro, New Mexico, în cadrul proiectului LINEAR. Asteroidul prezintă o orbită caracterizată de o semiaxă mare de 2,22 ua, o excentricitate de 0,18 și o înclinație de 4,1° în raport cu ecliptica.